# Herbert Langhans
Herbert Langhans (* 7. Mai 1920 in Nixdorf; † 14. Januar 2015) war ein deutscher Musik- und Tanzpädagoge sowie Hochschullehrer.

## Leben
Der in Böhmen geborene Langhans bestand 1939 in Rumburg sein Abitur, anschließend studierte er in Prag und Hamburg Schulmusik und Germanistik. Nach dem Abschluss des Studiums im Jahr 1952 war er 1953 als Gymnasiallehrer in Hamburg tätig und wechselte dann an die Deutsche Sporthochschule Köln (DSHS), wo er ab 1953 den Bereich Musische Erziehung verantwortete und bis 1986 die Leitung des Instituts für Musik- und Tanzpädagogik innehatte. Darüber hinaus nahm er Lehraufträge an der Rheinischen Musikschule sowie am Konservatorium der Stadt Köln wahr und war beim Westdeutschen Rundfunk (WDR) ab 1959 im Schulfunk und im Rahmen von Singveranstaltungen tätig. Er leitete zudem den Chor der Deutschen Sporthochschule.
An der DSHS lagen Langhans’ Forschungsschwerpunkte in den Bereichen Musik- und Bewegungserziehung, Bewegungstheater und Spiel-Musik-Tanz (dieses Fach begründete er gemeinsam mit Anneliese Schmolke an der Sporthochschule). In der Lehre war er an der Sporthochschule unter anderem in Veranstaltungen für Rhythmik, Trommeltechnik, Singen und Singeleitung tätig. In einem Nachruf in der Hochschulzeitung der Deutschen Sporthochschule Köln wurde Langhans als „musischer Gärtner“ bezeichnet.